# پریر لیک (مینه‌سوتا)
پریر لیک، مینه‌سوتا (به انگلیسی: Prior Lake, Minnesota) یک شهر در ایالات متحده آمریکا است که در شهرستان اسکات واقع شده‌است.

## خصوصیات
پریر لیک ۴۷٫۴۷ کیلومترمربع مساحت و ۲۲٬۷۹۶ نفر جمعیت دارد و ۲۸۹ متر بالاتر از سطح دریا واقع شده‌است.